# Johann Gramann
Johann Gramann (oder  Graumann, genannt Johannes Poliander durch Gräzisierung aus πολιός poliós ‚grau‘ und ἀνήρ anēr ‚Mann‘ mit dem Wortstamm ἀνδρ- andr-; * 5. Juli 1487 in Neustadt an der Aisch; † 29. April 1541 in Königsberg) war ein römisch-katholischer Pfarrer und Theologe, Pädagoge, Humanist, lutherischer Reformator und Kirchenlieddichter. Er wirkte als Rektor der Thomasschule zu Leipzig.

## Leben und Wirken
Gramann entstammt einer im Rhein-Main-Gebiet ansässigen Handwerkerfamilie und wurde im mittelfränkischen Neustadt an der Aisch geboren. Ab 1503 studierte er an der Universität Leipzig und ab 1519 unter anderem bei Philipp Melanchthon und Martin Luther an der Universität Wittenberg. 1507 wurde er Baccalaureus und 1516 Magister der Philosophie. 1520 wurde er zum Baccalaureus der Theologie in Leipzig promoviert und hielt Vorlesungen zur Heiligen Schrift. Er wurde 1516 Lehrer und 1520 Rektor der Thomasschule zu Leipzig. In diese Amtszeit fiel sein Zerwürfnis mit der römisch-katholischen Kirche.
Bei der Leipziger Disputation vom 27. Juni bis zum 16. Juli 1519 auf der Pleißenburg zwischen Martin Luther und Andreas Bodenstein sowie Johannes Eck übernahm er als dessen Amanuensis, wegen seiner Freundschaft zum Humanisten Petrus Mosellanus und seiner schönen Handschrift die Aufgabe, Ecks Reden in Schriftform niederzulegen. Dennoch wandte er sich daraufhin der Reformation zu und wurde zum Gegenspieler Herzog Georgs von Sachsen. Von 1522 bis 1525 wirkte er als Domprediger und Nachfolger von Paul Speratus am Würzburger Dom und als Kanoniker am Kollegiatstift Neumünster, an denen er die Reformation nicht durchsetzen konnte. In Würzburg stellte er sich vehement der Heiligenverehrung entgegen. Der Deutsche Bauernkrieg trieb ihn in dieser Zeit um und er verließ die Stadt 1525.
Nach einer Zwischenstation in Wittenberg, wo er Abschriften der Luther-Predigten anfertigte, wurde er noch im selben Jahr Pfarrer an der Kirche St. Klara in Nürnberg. Auf Empfehlung Luthers berief ihn Herzog Albrecht von Preußen 1525 nach Königsberg. Auf seiner Reise predigte er in Eisleben und traf in Wittenberg auf Melanchthon und Luther.
Er amtierte als Pfarrer und Nachfolger von Johannes Amandi an der Altstädtischen Kirche in Königsberg. Insbesondere mit dem Aufkommen der radikalreformatorischen Bewegung der Täufer hatte er umzugehen. Im Rastenburger Religionsgespräch stand er Martin Luther bei und drängte die Täufer um Kaspar Schwenckfeld zurück.
Gramann beriet den Herzog besonders bei der Organisation des Schulwesens und gründete selbst die Schule, aus der 1544 die Königsberger Universität hervorging.
Zusammen mit Paul Speratus und Johann Briesmann gehörte er zu den bedeutendsten Reformatoren Preußens, denen Luther den Ehrennamen Prussorum Evangelistae verlieh.
Als Liederdichter wurde Gramann durch den Text zum Choral Nun lob, mein Seel, den Herren (EG 289) bekannt, der im Auftrag Herzog Albrechts in Anlehnung an Psalm 103 entstand und auch Aufnahme in die Psaltervertonung des Sigmund Hemmel fand. Der Kapellmeister Hans Kugelmann unterlegte dem Text die bis heute gesungene, ursprünglich weltliche Melodie. Wahrscheinlich ist Gramann auch Urheber des Liedes Fröhlich muß ich singen.
Poliander vermachte seine Privatbibliothek der Stadt Königsberg und legte damit den Grundstein für die spätere Stadtbibliothek Königsberg.

## Werke (Auswahl)
- Ein urteyl über das hart Büchlein Dr. Martin Luthers wider die aufrurenden pauren.

## Gedenktag
28. April im Evangelischen Namenkalender.